# Bantayan
Bantayan är en liten ö i Filippinerna som ligger norr om Cebu. Bantayan är en tropisk ö med många aktiviteter. År 2000 hade ön 120 101 invånare.
Antalet turister som besöker Bantayan har ökat under senare år.